# Liste der Einträge im National Register of Historic Places im Vernon County (Wisconsin)

Lage des Vernon County in Wisconsin

Die Liste der Einträge im National Register of Historic Places im Vernon County in Wisconsin führt alle Bauwerke und historischen Stätten im Vernon County auf, die in das National Register of Historic Places aufgenommen wurden.

## Legende
| NRHP | Historic Place    |
| HD   | Historic District |

## Aktuelle Einträge
| [ 2 ] | Name                                                     | Bild                                             | Eintragsdatum                                  | Lage                                                                                            | Ort                | Beschreibung                                                             |
| ----- | -------------------------------------------------------- | ------------------------------------------------ | ---------------------------------------------- | ----------------------------------------------------------------------------------------------- | ------------------ | ------------------------------------------------------------------------ |
| 1     | George Apfel Round Barn                                  |                                                  | 2006 ID-Nr. 06001155                           | 11314 County Highway P 43° 39′ 15″ N, 90° 41′ 24″ W                                             | Town of Clinton    | 1914 errichtete Rundscheune                                              |
| 2     | Archeological Site No. 47 VE-881                         |                                                  | 1993 ID-Nr. 93001005                           | Adresse nicht veröffentlicht                                                                    | Town of Sterling   |                                                                          |
| 3     | B. Lawrence Site I                                       |                                                  | 1975 ID-Nr. 75000080                           | Adresse nicht veröffentlicht                                                                    | Rockton            |                                                                          |
| 4     | Bekkedal Leaf Tobacco Warehouse                          | Bekkedal Leaf Tobacco Warehouse                  | 2003 ID-Nr. 03001167                           | 504 East Decker Street 43° 33′ 34″ N, 90° 53′ 1″ W                                              | Viroqua            | 1906 im spätviktorianischen Stil errichtetes Tabakkontor                 |
| 5     | Cade Archeological District                              |                                                  | 1988 ID-Nr. 88002176                           | Adresse nicht veröffentlicht                                                                    | Newton             |                                                                          |
| 6     | Goose Island Archeological Site Ve-502                   |                                                  | 1980 ID-Nr. 80000199                           | Adresse nicht veröffentlicht                                                                    | Stoddard           |                                                                          |
| 7     | Hanson Petroglyphs                                       |                                                  | 1974 ID-Nr. 74000129                           | Adresse nicht veröffentlicht                                                                    | Viola              |                                                                          |
| 8     | Hay Valley Archeological District                        |                                                  | 1974 ID-Nr. 74000130                           | Adresse nicht veröffentlicht                                                                    | Ontario            |                                                                          |
| 9     | Larson Cave                                              |                                                  | 1988 ID-Nr. 87002240                           | Adresse nicht veröffentlicht                                                                    | Westby             |                                                                          |
| 10    | Charles Lord House                                       | Charles Lord House                               | 1998 ID-Nr. 97001645                           | 113 South Street 43° 43′ 15″ N, 90° 35′ 11″ W                                                   | Ontario            |                                                                          |
| 11    | Markee Site                                              |                                                  | 1975 ID-Nr. 75000081                           | Adresse nicht veröffentlicht                                                                    | Rockton            |                                                                          |
| 12    | Masonic Temple Building                                  | Masonic Temple Building                          | 2000 ID-Nr. 00001469                           | 116 South Main Street 43° 33′ 21″ N, 90° 53′ 21″ W                                              | Viroqua            | 1921 im neoklassizistischen Stil errichteter Freimaurertempel            |
| 13    | Norwegian Evangelic Lutheran Church and Cemetery         | Norwegian Evangelic Lutheran Church and Cemetery | 1986 ID-Nr. 86001719                           | Coon Prairie Road Ecke East Coon Prairie Road 43° 37′ 49″ N, 90° 51′ 12″ W                      | südlich von Westby | 1910 im neugotischen Stil errichtete Kirche mit dazu angelegtem Friedhof |
| 14    | Rockton Archeological District                           |                                                  | 1974 ID-Nr. 74000131                           | Adresse nicht veröffentlicht                                                                    | Ontario            |                                                                          |
| 15    | Nils Skumsrud House                                      | Nils Skumsrud House                              | 1990 ID-Nr. 90000571                           | Südöstlich der Kreuzung SR 162 und US 14/61 43° 41′ 48″ N, 91° 2′ 13″ W                         | Coon Valley        | 1853 errichtete Farm norwegischer Einwanderer                            |
| 16    | Tollackson Mound Group                                   |                                                  | 1997 ID-Nr. and 98001464 97001552 and 98001464 | Adresse nicht veröffentlicht                                                                    | Town of Harmony    |                                                                          |
| 17    | Upper Kickapoo Valley Prehistoric Archeological District |                                                  | 1999 ID-Nr. 99001202                           | Adresse nicht veröffentlicht                                                                    | La Farge           |                                                                          |
| 18    | Vernon County Courthouse                                 | Vernon County Courthouse                         | 1980 ID-Nr. 80000200                           | North Dunlap Avenue 43° 33′ 24″ N, 90° 53′ 35″ W                                                | Viroqua            |                                                                          |
| 19    | Vernon County Normal School                              | Vernon County Normal School                      | 2011 ID-Nr. 11000479                           | 410 South Center Avenue 43° 33′ 11″ N, 90° 53′ 17″ W                                            | Viroqua            | Heute Vernon County Museum                                               |
| 20    | Viola Rockshelter (47 Ve 640)                            |                                                  | 1987 ID-Nr. 87002081                           | Adresse nicht veröffentlicht                                                                    | Kickapoo Center    |                                                                          |
| 21    | Viroqua Downtown Historic District                       | Viroqua Downtown Historic District               | 17. Juli 2003 ID-Nr. 03000669                  | Main Street zwischen West Court Street und East Jefferson Street 43° 33′ 19″ N, 90° 53′ 21,6″ W | Viroqua            |                                                                          |